# 「GREAT CENTRAL」〜オールドユニホームシリーズ2010〜
「GREAT CENTRAL」〜オールドユニホームシリーズ2010〜（グレートセントラル オールドユニホームシリーズ2010）は、セントラル・リーグが2010年8月に開催される公式戦において、参加6球団の過去の伝統と歴史を誇るユニフォームを着用して試合を行うシリーズである。
これまでも球団ごとの企画として復刻ユニフォームを着て試合をすることはあった（これはパシフィック・リーグの球団も同様）が、セ・リーグ全体でそれを実施するのは史上初の試み。また、セ・リーグは1982年にキャンペーンスローガン「Oh! GREAT CENTRAL」を制定したが、これをより一層のリーグの団結を図るということで今回このスローガンをこのシリーズに復活させた。

## 対象試合
- 8月17日・8月18日・8月19日
  - 横浜ベイスターズ対阪神タイガース（横浜スタジアム　※17日のみ長野オリンピックスタジアム）
  - 中日ドラゴンズ対読売ジャイアンツ（ナゴヤドーム）
  - 広島東洋カープ対東京ヤクルトスワローズ（MAZDA Zoom-Zoom スタジアム広島）
- 8月24日・8月25日・8月26日
  - 読売ジャイアンツ対中日ドラゴンズ（東京ドーム）
  - 東京ヤクルトスワローズ対横浜ベイスターズ（明治神宮野球場）
  - 阪神タイガース対広島東洋カープ（京セラドーム）

## 着用する復刻ユニフォーム
- 巨人：1950年のセ・リーグ参戦最初の年のユニフォーム
- ヤクルト：1990年代の黄金時代に着用したユニフォーム
- 横浜：大洋ホエールズが横浜に本拠地を移転した時から球団名を横浜に改める1992年まで着用したユニフォーム
- 中日：1954年の日本シリーズ優勝時のユニフォーム
- 阪神：1948年・1949年のダイナマイト打線が爆発した時期に着用した紺色のユニフォーム
- 広島：1991年、（2010年度時点で）最後のリーグ優勝時に着用したユニフォーム

ヤクルトのみホーム・ビジター2種類、阪神はビジター扱いの試合で使ったユニフォームの1種類、他はホーム用の1種類。

## 各応援団の対応
一部の応援団は復刻に合わせてオールド応援歌を使用するなどの応援を行った。
- 巨人

巨人応援団は活動を自粛しているナゴヤドームでは復刻応援を行わなかったが8月25日の東京ドームでの試合では1980年代の応援歌を使用し24日・26日は闘魂マーチ（巨人で最初に作られた鳴り物応援歌）を選手別応援歌の演奏前に使用するなどした。
- ヤクルト

1990年代の応援歌を使用し応援歌以外にも当時の球団旗を振ったりするなど当時の応援方法で応援した。
- 横浜

横浜は大洋時代の応援歌を使用し応援歌と打順を固定した応援方法で復刻を行い、代打の際は代打マーチ（フランス国歌）から右打者用・左打者用の応援歌を使用した（代打で出た選手が次の打席も出た場合は打順で固定した応援歌を使用した）。
8月17日～19日の試合では選手別応援歌及びベイスターズの応援歌は使用されなかったが24日～26日の試合では大洋の応援歌と現役の選手別応援歌の交互で演奏された。
- 阪神・中日・広島は特に復刻応援は行わなかった（阪神の場合は応援歌の著作権が完全に阪神球団に譲渡できる応援歌（ヒッティングマーチ1番・2番は除く）しか使用できないため復刻応援歌は皆無と言える）。

### 巨人オールド応援歌の一覧
- 巨人の復刻応援は当時の一軍野手全選手に対しオールド応援歌が決められ演奏された（投手でオールド応援歌が使用されたのは東野峻のみ）

小笠原道大→中畑清

アレックス・ラミレス→ウォーレン・クロマティ

坂本勇人→篠塚和典

長野久義→吉村禎章

谷佳知→山本雅夫

亀井義行→駒田徳広

阿部慎之助→山倉和博

鈴木尚広→緒方耕一

東野峻→槙原寛己

脇谷亮太→岡崎郁

高橋由伸→原辰徳

松本哲也→松本匡史

エドガー・ゴンザレス→呂明賜

鶴岡一成→有田修三

古城茂幸→鴻野淳基

その他の選手（応援歌未定選手）→闘魂マーチ

（東京読売巨人軍応援団も参照）

### ヤクルトが使用した応援歌
池山隆寛

飯田哲也

土橋勝征

古田敦也

秦真司

広沢克己

### 横浜の復刻応援歌一覧
1番高木豊

2番高橋雅裕

3番R・J・レイノルズ

4番田代富雄

5番カルロス・ポンセ

6番屋鋪要

7番山崎賢一

8番市川和正

9番山下大輔

右打者堀江賢治

左打者白幡隆宗

チャンステーマ1加藤博一

チャンステーマ2ジム・パチョレック

勝利花（5回攻撃時や勝利時に使用）

行くぞ大洋（1回、7回攻撃時、ホームランを打った時に使用）

勝利のテーマ（得点時に使用）